# Oxametacina
La oxametacina es un medicamento antiinflamatorio no esteroideo derivado del ácido acético indicado para el tratamiento del dolor leve o moderado asociado a enfermedades reumáticas como la artritis reumatoide, osteoartritis y la gota—incluyendo crisis agudas—. La oxametacina ha sido efectiva en reducir la concentración de ácido úrico en el plasma sanguíneo de pacientes humanos.
La oxametacina es un compuesto muy similar a la indometacina, por lo que, aunque el mecanismo por el cual disminuye el dolor asociado a inflamaciones reumáticas permanece aún evasivo, se piensa que está relacionado con la capacidad del fármaco de inhibir la síntesis de prostaglandinas. La farmacología de la oxametacina es comparable con los datos de la indometacina.